# Nils Stenbeck
Nils Johan Aron Stenbeck, född den 20 juli 1887  i Överselö församling, Södermanlands län, död den 19 september 1970 i Stockholm, var en svensk militär. Han var gift med Märta Kinberg 1915–1954.
Stenbeck blev underlöjtnant vid Södermanlands regemente 1908, löjtnant där 1914, vid Göta livgarde 1919, kapten där 1922, vid generalstaben 1924, major 1930 och överstelöjtnant 1934. Han var tygofficer vid Stockholms tygstation 1915–1917, chefsinstruktör vid Stockholms landstormsförbund 1928–1931, stabschef vid östra arméfördelningen 1931–1934 och chef för skjutskolan för infanteri och kavalleri 1934–1937. Stenbeck var överste och chef för Jämtlands fältjägarregemente 1937–1942, ställföreträdande militärbefälhavare för II. militärområdet 1942–1945, försvarsområdesbefälhavare för Stockholms försvarsområde och kommendant i Stockholms garnison 1945–1950 samt generalmajor 1946–1953. Han var ordförande i Centralförbundet för befälsutbildning 1946–1952, styrelseledamot för Thulebolagen 1945–1962, Städernas vaktaktiebolag 1949–1956 och verkställande direktör för Nationalföreningen för trafiksäkerhetens främjande 1950–1951. Stenbeck var redaktör för Befäl 1953–1962. Han invaldes som ledamot av Krigsvetenskapsakademien 1936. Stenbeck blev riddare av Svärdsorden 1929, av Vasaorden 1932 och av Nordstjärneorden 1939, kommendör av andra klassen av Svärdsorden 1940 samt kommendör av första klassen av samma orden 1943 och av Vasaorden 1948.